# Stigmatodon harrylutheri
Stigmatodon harrylutheri é uma espécie de planta do gênero Stigmatodon e da família Bromeliaceae. 
Stigmatodon harrylutheri é a espécie tipo do gênero e até o momento, apresenta distribuição
restrita aos municípios de Serra (de onde provém o tipo) e Santa Teresa, onde
forma populações densas.  A espécie está inserida no complexo “S. apparicianus”,
caracterizada pela presença de folhas cinéreas, espessamente coriáceas, com margens truncadas, inflorescência simples, brácteas do pedúnculo e brácteas florais fortemente nervado-sulcado na
antese. A presença de lâminas mais longas, fortemente reflexas, arqueadas na antese e pétalas
com ápice arredondado são os principais caracteres utilizados para distingui-la
de Stigmatodon euclidianus, a espécie mais
próxima. 

## Taxonomia
A espécie foi descrita em 2016 por Michael H.J. Barfuss, Gregory K. Brown e Elton Martinez Carvalho Leme. 
O seguinte sinônimo já foi catalogado:  
- Vriesea harrylutheri  Leme & G.K.Br.

## Forma de vida
É uma espécie rupícola e herbácea. 

## Descrição
| Caule                                   | Caule               |
| --------------------------------------- | ------------------- |
| propagação vegetativa                   | por broto lateral   |
| Folha                                   |                     |
| tipo de roseta                          | infundibuliforme    |
| forma das lâminas                       | estreito triangular |
| Inflorescência                          |                     |
| tipo de ramificação                     | simples             |
| orientação do pedúnculo                 | subereto            |
| forma das brácteas do pedúnculo         | largamente ovada    |
| sulco / nervura na bráctea do pedúnculo | presente            |
| cor das brácteas florais                | verde/vinácea       |
| ápice das brácteas florais              | agudo/apiculado     |
| número de flores                        | de 14 a 35          |
| Flor                                    |                     |
| forma das sépalas                       | oval/oblonga        |

## Conservação
A espécie faz parte da Lista Vermelha das espécies ameaçadas do estado do Espírito Santo, no sudeste do Brasil. A lista foi publicada em 13 de junho de 2005 por intermédio do decreto estadual nº 1.499-R. 

## Distribuição
A espécie é encontrada no estado brasileiro de Espírito Santo. 
Em termos ecológicos, é encontrada no domínio fitogeográfico de Mata Atlântica, em regiões com vegetação de vegetação sobre afloramentos rochosos.